# Larchamp, Orne
Larchamp är en kommun i departementet Orne i regionen Normandie i nordvästra Frankrike. Kommunen ligger i kantonen Tinchebray som tillhör arrondissementet Argentan. År 2018 hade Larchamp 303 invånare.

## Befolkningsutveckling
Antalet invånare i kommunen Larchamp
| Referens: INSEE |